# 간노 쇼타
간노 쇼타(일본어: 菅野 将太, 1984년 1월 6일 ~ )는 일본의 전 축구 선수이다.

## 구단 경력
과거 카탈레 도야마에서 활동하였다.